# The voice of Holland (seizoen 2)
Het tweede seizoen van The voice of Holland, een Nederlandse talentenjacht, werd van 23 september 2011 tot en met 20 januari 2012 uitgezonden door RTL 4. Dit seizoen werd weer door Martijn Krabbé en Wendy van Dijk gepresenteerd en de jury bestond opnieuw uit Roel van Velzen, Nick & Simon, Angela Groothuizen en nieuwkomer Marco Borsato. Borsato nam hiermee de plek van Jeroen van der Boom over die naar SBS6 vertrok. Uiteindelijk won Iris Kroes met 51% van de stemmen van Chris Hordijk.

## Jury en presentatie
Coach Van der Boom vertelde dat niet het niet vanzelfsprekend is dat alle coaches voor het tweede seizoen terugkeren. Van der Boom stapte kort na de finale van het eerste seizoen over naar SBS6 om zich als presentator te ontwikkelen. Met de overstap was een terugkomst voor het tweede seizoen uitgesloten.
Daarnaast leek het De Mol leuk en uitdagender als er vier heel nieuwe coaches voor het tweede seizoen zouden komen, omdat het anders hetzelfde seizoen zou worden. In februari 2011 kondigde Marco Borsato via z'n website aan dat hij Van der Boom gaat vervangen als coach. Ook werd bevestigd dat de overige coaches in het tweede seizoen zouden terugkeren.
Martijn Krabbé en Wendy van Dijk bleven aan als presentatoren. In tegenstelling tot het eerste seizoen, presenteren Van Dijk en Krabbé het programma samen vanaf de Blind Audition. Krabbé presenteert wel in z'n eentje "The Battle". Van Dijk doet alleen de korte interviewtjes tussen de repetities door, Van Dijk zat ten tijde van "The Battle" in de opnamen van Moordvrouw en kon deze niet combineren met die van "The Voice". Winston Gerschtanowitz werd gedurende de liveshows weer de Backstage show presenteren. Thomas en Airen (The V Reporter) waren de online presentatoren van The voice of Holland.

## Selectieproces

### The Blind Auditions
Sinds 12 november 2010 was de inschrijving voor het tweede seizoen mogelijk. In de maanden mei, juni en juli van 2011 werd men uitgenodigd om de producersauditie te houden. De audities van de "Blind Auditions" werden van 7 tot en met 12 augustus opgenomen. Er waren volgens jurylid Groothuizen rond de 8.000 aanmeldingen, waarvan ongeveer 200 kandidaten voor de vier coaches mochten auditeren. Dit jaar worden de "Blind Auditions" gehouden in de Spant! te Bussum. Dit omdat John de Mol graag een grotere locatie wilde.
Jurylid Groothuizen vertelde dat het niveau hoger ligt dan tijdens seizoen één. Het bleek zelfs zo erg dat Groothuizen zei: "Zelfs dusdanig dat je je er bijna voor schaamt als je de stoel een keer niet omdraait." Groothuizen zei ook dat ze inmiddels de nieuwe Ben Saunders had gevonden en dat er veel goede zangers waren gescout. Ook was een van de deelnemers een X Factor-finalist en waren vele collega's uit Groothuizen's vak aanwezig.

## The Blind Auditions
De deelnemers startten in de "blinde" auditie: De coaches zaten met hun rug naar het podium, zodat ze de kandidaten alleen konden beoordelen op basis van hun stem. Indien een jurylid enthousiast was over een deelnemer, drukte het jurylid op een knop waardoor diens stoel omdraaide. Wanneer meerdere juryleden dit deden, bepaalde de kandidaat bij welke coach hij in het team kwam. Van de in totaal onbekend geauditeerde kandidaten deden slechts 200 kandidaten een "Blind Audition". Na "The Blind Auditions" waren er nog 64 deelnemers die doorgingen naar de "The Battles".

### Wildcard
Bij radiozender Radio 538 waren de laatste vier plekken voor The voice of Holland te winnen. In één week streden van maandag tot en met vrijdag dagelijks twee kandidaten om een wildcard, waarbij de luisteraar stemt door te sms'en. Op vrijdag kwamen de coaches en de winnaars in de studio en bepalen de coaches met welk talent zij verder gingen werken. De winnaars van de wildcards sloegen de auditieronden over en waren voor het eerst tijdens de Battle-shows te zien.
Voor elke coach was er één deelnemers beschikbaar. Wanneer een coach een deelnemer had gekozen, deed hij of zij niet meer mee en mocht deze ook niet meer kiezen voor een andere deelnemer. Vanwege het feit dat Groothuizen nog één extra kandidaat nodig had, mocht zij nog één iemand kiezen.